# Instytut Papieża Jana Pawła II
Instytut Papieża Jana Pawła II – samorządowa instytucja kultury, utworzona dnia 13 marca 2006 roku, na mocy porozumienia zawartego pomiędzy Józefem Kardynałem Glempem Ordynariuszem Archidiecezji Warszawskiej, a Adamem Struzikiem Marszałkiem Województwa Mazowieckiego.
Celem powołania Instytutu jest upamiętnienie osoby, życia i dzieła Jana Pawła II, a także upowszechnianie nauczania papieskiego w życiu społecznym oraz dążenie do kształtowania postaw młodych ludzi w oparciu o moralny przykład płynący z jego osoby. 
Przedmiotem działalności Instytutu jest przede wszystkim:
- publikacja monografii i opracowań prezentujących różne aspekty nauczania Jana Pawła II,
- tworzenie ofert edukacyjnych dla szkół, opartych na wartościach wskazywanych przez papieża,
- prowadzenie badań oraz studium recepcji papieskiego nauczania w Polsce i za granicą (Polonia),
- pozyskiwanie materiałów archiwalnych związanych z osobą papieża,
- katalogowanie i naukowe opracowywanie zgromadzonych zbiorów,
- tworzenie biblioteki Jana Pawła II,
- organizowanie sympozjów, koncertów, przedstawień, wystaw, propagujących myśl i nauczanie Jana Pawła II.

Realizacją tych założeń zajmują się odpowiednie działy. Instytut jest otwarty na współpracę z instytucjami, ośrodkami akademickimi, placówkami edukacyjno-naukowymi i osobami zainteresowanymi zgłębianiem dziedzictwa Jana Pawła II.
Siedziba instytutu mieści się w budynku sąsiadującym ze Świątynią Opatrzności Bożej w Warszawie.